# Antonio Francisco Moura Neto
Antonio Francisco Moura Neto, meglio noto come Neto Moura (Atalaia, 6 agosto 1996), è un calciatore brasiliano, centrocampista del Mirassol.

## Caratteristiche tecniche
È una mediano.

## Carriera
Cresciuto nelle giovanili dello Sport Recife, ha esordito in prima squadra il 16 maggio 2014 in occasione del match di Coppa del Brasile perso 2-1 contro il Paysandu.